# داني سالتز
داني سالتز (بالإنجليزية: Danny Saltz)‏ مواليد 30 يوليو 1961 في شيكاغو، هو لاعب كرة مضرب أمريكي سابق بدأ مسيرته كمحترف سنة 1983 وكان يلعب باليد اليمنى. أعلى تصنيف له في الفردي كان المركز الـ 122 في سنة 1984. أعلى تصنيف له في الزوجي كان المركز الـ 128 في سنة 1984.

## النهائيات

### الفردي: 1 (1–0)
| الحصيلة | الرقم | التاريخ | الدورة             | الأرضية | المنافس  | النتيجة            |
| ------- | ----- | ------- | ------------------ | ------- | -------- | ------------------ |
| الفوز   | 1.    | 1984    | أوكلاند، نيوزيلندا | صلبة    | شيب هوبر | 4–6, 6–3, 6–4, 6–4 |

## روابط خارجية
- داني سالتز على موقع رابطة محترفي التنس (الإنجليزية)
- داني سالتز على موقع الاتحاد الدولي لكرة المضرب (الإنجليزية)
- داني سالتز على موقع خلاصة التنس.كوم (الإنجليزية)